# فارح شيخ عبد القادر محمد
فارح شيخ عبد القادر محمد ( (بالصومالية: Faarax Sheekh Cabdulkaadir Maxamed)‏ سياسي صومالي، شغل منصب وزير العدل والشؤون الدستورية في الفترة ما بين يناير وفبراير 2015، ويشغل حاليا منصب وزيرالتربية والتعليم العالي منذ 2 أغسطس 2022.

## خلفية
ولد فارح شيخ عبد القادر محمد في مدينة جلالاقسي بمحافظة هيران في الصومال 
نشط في العمل الخيري، كما يعتبر أحد رموز حركة الإصلاح في الصومال

## حياته المهنية

### البرلمان الاتحادي
في 20 أغسطس 2012 رشح نفسه لشغل مقعد في البرلمان الفيدرالي الذي أنشئ حديثا، امتدادا للبرلمان الاتحادي الانتقالي.

### وزير العدل والشؤون الدستورية

#### التعيين
في 17 يناير 2014 عُيِّن فارح شيخ عبد القادر وزيرا للعدل والشؤون الدستورية من قبل رئيس الوزراء عبد الولي شيخ أحمد. خلفا للوزير عبد الرحمن محمود فارح في المنصب.

#### اتفاقية جوبالاند
في 28 أغسطس 2013 وقعت إدارة ولاية جوبالاند الإقليمية المستقلة اتفاق مصالحة وطنية في أديس أبابا مع الحكومة الاتحادية الصومالية. الاتفاق الذي أقره فارح شيخ عبد القادر نيابة عن الرئيس الصومالي حسن شيخ محمود، بوساطة من وزارة الخارجية الإثيوبية عقب محادثات ثنائية مطولة.
وبموجب الاتفاقية اعترفت الحكومة الفيدرالية برئاسة أحمد محمد إسلام لولاية جوبا لاند على أن يبقى في المنصب لمدة عامين، ويتولى رئاسة مجلس تنفيذي جديد ويعين له ثلاثة نواب، بالإضافة إلى ذلك، يتضمن الاتفاق دمج القوات العسكرية لولاية جوبالاند بالجيش الصومالي والعمل تحت القيادة المركزية للجيش الوطني الصومالي، وينص الاتفاق على أن إدارة محافظة جوبا المؤقتة ستتولى قيادة الشرطة الإقليمية.

#### لجنة مراجعة الدستور
في مايو 2014، ترأس رئيس الوزراء عبد الولي الشيخ أحمد اجتماعا لمجلس الوزراء وافق خلاله وزير العدل وشؤون الدستور فارح شيخ عبد القادر ومسؤولون آخرون في مجلس الوزراء على تشكيل لجنة مستقلة جديدة لمراجعة مسودة الدستور من خمسة أعضاء، بعد فترة من النقاش حول الأعضاء المحتملين في لجنة الرقابة المكلفة بالمهمة، واستقر قرار الوزراء على اختيار وزيرة المرأة وشؤون الأسرة السابقة في ولاية بونتلاند عائشة جيلي ديري، وكذلك حسن عمر مهد، وعثمان جامع علي، ومحمد عبد الله صالح، وحسن حسين حاجي. وعبر وزير العدل فارح شيخ عبد القادر عن امتنانه لمجلس الوزراء على تفويض اللجنة، وذكر أن وزارته تعمل بجد لتشكيلها. كما أشاد رئيس الوزراء عبد الولي الشيخ أحمد بهيئة الرقابة باعتبارها مبادرة مهمة لبناء الدولة، وأشار إلى أن أعضاء الهيئة كل منهم على دراية بالشؤون الدستورية. في 19 يونيو 2014، وافق البرلمان الاتحادي على اللجنة الحكومية، حيث صوت 139 نائبا لصالحه، و 9 ضده، و 10 امتنعوا عن التصويت.

#### مفوضية الخدمة القضائية
في يونيو 2014، وافق البرلمان الاتحادي على قانون جديد لإنشاء مفوضية الخدمة القضائية. وصوت 79 نائبًا في جلسة 30 يونيو لصالح مشروع القانون ، في حين صوت 54 ضده، وامتنع 9 نواب عن التصويت. وتكونت المفوضية من تسعة أعضاء، من بينهم مسؤولون في القضاء، وممثلون عن مؤسسات الدولة، ومفوض حقوق الإنسان، وأفراد من داخل المجتمع الصومالي يحظون بتقدير كبير.
وأشاد وزير العدل والشؤون الدستورية فارح عبد القادر بهذا القانون باعتباره تقدمًا كبيرًا من في قطاع العدل والهيئة التشريعية الوطنية نحو إصلاح النظام القضائي وتعزيز الشفافية والمساءلة القانونية، كما حث المواطنين على دعم الإصلاحات والعمل مع الهيئات المختصة.
وتعتبر مفوضية الخدمة القضائية أول هيئة عليا في الصومال منذ أكثر من عقدين تتمتع بصلاحية الترشيح والموافقة والتأديب والإشراف على عمل القضاة على مستوى المقاطعات والمحافظات والولايات الفيدرالية.

#### اتفاقية الأمم المتحدة لحقوق الطفل
في 25 سبتمبر 2014 أعلن وزير العدل والشؤون الدستورية فارح شيخ عبد القادر أن الحكومة الفيدرالية الصومالية قد اعتمدت اتفاقية الأمم المتحدة لحقوق الطفل، ووفقًا لرئيس الوزراء عبد الولي شيخ أحمد، فقد وقعت الصومال على الاتفاقية مبدئيًا في مايو 2002، والتزمت لاحقًا باعتمادها في نوفمبر 2013، وفي النهاية التزمت بهذا التعهد في سبتمبر 2014. ومن المقرر الآن أن يصادق البرلمان الاتحادي على القانون.

### وزير البيطرة والتنمية الحيوانية
في 25 أكتوبر 2014، عُين فارح شيخ عبد القادر في منصب وزير البيطرة والتنمية الحيوانية خلفا للوزير سالم عليو إبرو بعد تعديل وزاري أجراه رئيس الوزراء عبد الولي الشيخ أحمد، وخلفه في منصب وزير العدل والشؤون الدينية، أحمد حسن جبوبي. كما نقل التعديل الوزاري نائب وزير الخارجية السابق مهد محمد صلاد وآخرين إلى مناصب أخرى داخل مجلس الوزراء. ما أثار أزمة سياسية استمرت أكثر من شهر، أدت إلى سحب الثقة من حكومة رئيس الوزراء عبد الولي الشيخ أحمد بالكامل، وتعيين عمر شارماركي رئيسا للوزراء.
في 27 يناير 2015 وبعد تكليف عمر شارماركي رئيسا للوزراء وعرضه تشكيلة وزارية، لم يُعين فارح شيخ عبد القادر في أي منصب وزاري، وخلفه في منصب وزير الثروة الحيوانية سعيد حسين عيد.

### وزير التعليم العالي
عين رئيس الوزراء الصومالي حمزة عبدي بري فارح شيخ عبد القادر وزيرا للتعليم العالي ضمن تشكيلته الوزارية التي أعلن عنها في 2 أغسطس 2022